# فيسوكي (مقاطعة خاركيف)
فيسوكيي (Високий) هي مدينة في مقاطعة كاركيفسكا في أوكرانيا.
يبلغ عدد سكانها حوالي 10946   نسمة.